# Préstamo lombardo
El préstamo lombardo, también denominado préstamo colateral, es un tipo crédito o préstamo, con garantía pignoriticia, en el que se garantiza el cumplimiento de la obligación a través de la entrega de determinados títulos o valores mobiliarios.

## Política monetaria
El crédito lombardo es uno de los instrumentos habituales utilizados por el Banco Central Europeo para materializar las denominadas facilidades permanentes, heredada de las técnicas empleadas por el Bundesbank en su manejo de la política monetaria hasta la entrada en vigor del euro. Constituye una de las herramientas típicas de los bancos centrales para restringir o ampliar la oferta monetaria.
La denominada "facilidad marginal de crédito" constituye una de las herramientas de las facilidades permanentes empleadas por el BCE para ofrecer a las entidades de crédito una vía para ajustar su liquidez mediante el otorgamiento de créditos lombardos a un plazo muy corto de tiempo, normalmente un día, el tipo de interés será superior al fijado en las operaciones regulares de suministro de liquidez y constituye el límite superior -máximo- para el tipo de interés del mercado monetario a este plazo. La iniciativa de estas operaciones es de las entidades financieras, frente a las operaciones de mercado abierto puras en las que la iniciativa corresponde al Banco Central. Este préstamo se constituye como un derecho de las entidades financieras a recibir toda la liquidez que puedan demandar del BCE, a través de los bancos centrales nacionales.